# Bibelsoftware
Ein Bibelprogramm dient zum Lesen und Studieren der Bibel am Computer oder auf dem Mobilgerät. Es enthält meistens verschiedene Bibelübersetzungen, zum Teil auch (Bibel-)Lexika, Wörterbücher oder Bibelkommentare.

## Merkmale
Neben der Anzeige des Textes am Computer enthalten die meisten Programme eine Vielzahl zusätzlicher Funktionen, die in einer gedruckten Bibel nicht zur Verfügung stehen. Hierzu gehören:
- das schnelle Finden von Bibelstellen nach Eingabe von Bibelbuch und eventuell Kapitel und Vers
- die schnelle Stichwortsuche im gesamten Bibeltext (Konkordanzfunktion)
- softwareabhängig schnelle Sprünge zu Verweisen im Bibeltext auf andere Bibelstellen und gegebenenfalls erklärenden Fußnoten
- je nach Software die vergleichende Darstellung mehrerer Bibelübersetzungen parallel nebeneinander
- je nach Software die vergleichende Darstellung der vier Evangelien parallel nebeneinander (Synopse)
- je nach Software das Einfügen eigener Kommentare und Notizen sowie Favoriten
- je nach Software und Bibelübersetzung das bessere Auffinden von Themen und biblischen Erzählungen durch Inhaltsverzeichnisse der einzelnen Bibelbücher, die jeweils mit den zugehörigen Bibeltexten verknüpft sind
- je nach Software Zugang zu Sekundärliteratur wie z. B. Lexika, Kommentaren und Bibelatlas

## Übersicht gängiger Bibelprogramme
Bei der Wahl eines Bibelprogramms ist zu beachten, dass nicht jedes Programm mit derselben Auswahl von Bibeltexten angeboten wird. Fast entscheidender als die Wahl des Programms selber ist daher die Entscheidung, welche Texte damit genutzt werden sollen, und ob der Text für dieses Programm überhaupt erhältlich ist. So werden urheberrechtlich geschützte Texte meist nur für kommerzielle Bibelprogramme angeboten. Aber auch der Einsatzzweck kann eine Rolle spielen. Insbesondere wenn man mit originalsprachlichen Texten arbeiten will, empfiehlt sich ein Programm, das für den wissenschaftlichen Einsatz entwickelt wurde.

### Allgemein
| Name                                                                        | Betriebssystem                                                              | Lizenz                                                | Anmerkungen                                                                                        |
| --------------------------------------------------------------------------- | --------------------------------------------------------------------------- | ----------------------------------------------------- | -------------------------------------------------------------------------------------------------- |
| And Bibel                                                                   | Android                                                                     | kostenlos                                             | basierend auf der JSword-Bibliothek von CrossWire                                                  |
| BasisBibel. Das Neue Testament und die Psalmen                              | Android, iOS                                                                | kommerziell, kostenlose Lite-Version                  | ein Crossmediales Bibelprojekt der Deutschen Bibelgesellschaft                                     |
| Bibel / YouVersion                                                          | Android, iOS, Blackberry OS, Java, HP/Palm, Symbian, Windows, Windows Phone | kostenlos                                             | Ein Projekt von Life.Church                                                                        |
| Bibel (oder Bibel!) und Faithlife Studienbibel (oder Faithlife Study Bible) | Android, iOS                                                                | kostenlos, kostenpflichtige Werke im Angebot          | basierend auf der Logos Bibelsoftware                                                              |
| Bible Desktop                                                               | Windows, Mac OS X, Linux, UNIX                                              | kostenlos                                             | |
| The Bible Study App/Bible+ (ehemals BibleReader)                            | Android, iOS, Windows, Mac OS                                               | unterschiedlich                                       | Olive Tree                                                                                         |
| Bibletime                                                                   | Windows, Mac OS X, Linux, UNIX                                              | kostenlos                                             | basierend auf dem Sword-Project                                                                    |
| BibleWorkshop                                                               | Windows, Mac OS, Pocket PC                                                  | kommerziell; begrenzte kostenlose Ausgabe             | Weiterentwicklung eingestellt                                                                      |
| CLeVer                                                                      | Windows, Mac OS X, Linux                                                    | kommerziell                                           | |
| Die-Bibel.de                                                                | Android, iOS                                                                | kostenlos                                             | Ein Projekt der Deutschen Bibelgesellschaft                                                        |
| e-Sword                                                                     | Windows                                                                     | kostenlos                                             | |
| Eloquent (ehemals MacSword)                                                 | Mac OS X                                                                    | kostenlos                                             | basierend auf dem Sword-Project                                                                    |
| Ezra Bible App                                                              | Windows, Mac OS X, Linux, Android                                           | kostenlos                                             | basierend auf dem Sword-Project                                                                    |
| GLO. Die Bibel                                                              | Windows, Mac OS                                                             | kommerziell, einige kostenlose Inhalte und Funktionen | ein multimediales Programm von SCM R. Brockhaus mit Anbindung an den YouVersion-Community-Notizen. |
| MFchi (als bibeldigital, ELBIWIN, u. a. vermarktet)                         | Windows                                                                     | kommerziell, einige kostenlose Ausgaben               | |
| MyBible                                                                     | Android                                                                     | kostenlos                                             | basierend auf Zefania XML (konvertiert)                                                            |
| MyBible                                                                     | Windows                                                                     | kostenlos                                             | basierend auf Zefania XML                                                                          |
| Online-Bibel                                                                | Windows, Pocket PC, Mac OS, Android, Linux                                  | kostenlos                                             | |
| Olive Tree Bible Software                                                   | Windows, Mac OS, iOS, Android                                               | kommerziell, kostenlose Lite-Version                  | englisch mit einzelnen käuflichen deutschen Büchern                                                |
| Pocket e-Sword                                                              | Windows Mobile                                                              | kostenlos                                             | |
| Quick Bible                                                                 | Android                                                                     | kostenlos                                             | |
| SWORD Reader PocketPC                                                       | Windows Mobile                                                              | kostenlos                                             | basierend auf dem Sword-Project                                                                    |
| The Sword Project                                                           | Windows, Mac OS X, Linux und andere                                         | kostenlos                                             | basierend auf dem Sword-Project                                                                    |
| Volksbibel 2000                                                             | Windows, Mac OS, Linux                                                      | kostenlos                                             | |
| The Word                                                                    | Windows, Mac OS X                                                           | kostenlos                                             | |
| Xiphos (ehemals GnomeSword)                                                 | Windows, Linux, UNIX                                                        | kostenlos                                             | basierend auf dem Sword-Project                                                                    |

### Für den wissenschaftlichen Einsatz
Diese Programme bieten neben dem Anzeigen des Textes an sich zusätzliche Funktionen zur Arbeit mit den originalsprachlichen Texten, wie die Bestimmung der Wortformen und der Grammatik.
| Name                                          | Betriebssystem                       | Lizenz                                                            | Anmerkungen |
| --------------------------------------------- | ------------------------------------ | ----------------------------------------------------------------- | --- |
| Accordance                                    | Mac OS X, iOS, Windows               | kommerziell                                                       | ab Version 10 mit deutscher Benutzeroberfläche |
| BibleWorks                                    | Windows                              | kommerziell                                                       | auf Englisch. Im Juni 2018 eingestellt, Version 10 soll jedoch weiter gepflegt werden.                                                                                      |
| Biblia Clerus                                 | Windows u. Internetdienst            | kostenlos                                                         | teilweise mehrsprachig; enthält auch Kirchenväter, Liturgie und Kirchliche Lehre der Römisch Katholischen Kirche; Hrsg. Kongregation für den Klerus. Heiliger Stuhl Vatikan |
| davar4                                        | Windows                              | kostenlos                                                         | auf Englisch; auf Deutsch nur die Lutherbibel 1545 (1522 und 1546 als NT)                                                                                                   |
| Logos Bibelsoftware                           | Android, iOS, OS X, Windows, Browser | kostenlose Basisversion und Apps, kommerzielle erweiterte Version | auf Deutsch, sehr viele deutsche Werke. Katholische Edition unter dem Namen „Verbum“.                                                                                       |
| Stuttgarter elektronische Studienbibel (SESB) | Windows                              | kommerziell                                                       | basierend auf der Technologie von Logos Bibelsoftware. Nach 2009 eingestellt, Inhalte sind in Logos weiterhin benutzbar                                                     |
| Tnach                                         | Windows, Linux                       | kostenlos                                                         | auf Deutsch |
| Tyndale STEP                                  | Windows, OS X und Browser-Nutzung    | kostenlos                                                         | basierend auf dem Sword-Project; befindet sich in der offenen Beta-Phase und setzt JavaScript voraus. Deutsche Benutzeroberfläche und Bibeln.                               |

### Im Internet
Alternativ zur Installation auf dem Computer kann man auf viele Bibelübersetzungen auch von verschiedenen Webseiten aus zugreifen. Zum Teil werden hierbei vergleichbare Funktionen geboten, wie es bei Bibelprogrammen der Fall ist. In dieser Hinsicht für den deutschsprachigen Raum mit Abstand am weitesten entwickelt sind bislang die kostenlosen Internetplattformen die-bibel.de und Bibleserver.com, auf denen unter anderem die wichtigsten deutschen Bibelübersetzungen genutzt werden können.